# 다래
다래(Actinidia arguta, hardy kiwi)는 다래나무과 다래속에 속하는 낙엽이 지는 덩굴식물로서 해발 100 ~ 1,600m 깊은 산의 숲 속에 난다. 암수딴그루이다. 전국에 야생하며, 일본·중국에도 분포한다.
다래는 한국의 산에 널리 자생하는 열매이다.

## 이름
다래란 말은 맛이 달다고 할 때의 ‘달’에 명사 초성의 뒤붙이 ‘애’가 붙어서 이루어진 말이다. 즉, ‘달-애’에서 다래가 되었다.

## 특성
잎은 어긋나기를 하며 광타원형이고, 잎 표면은 갈색으로 광택이 있으며 뒷면은 연한 초록빛이다. 잎 밑 모양은 둥글고, 잎 끝 모양은 급히 뾰쪽하며, 잎 가장자리에는 날카로운 톱니가 있고, 뒷면의 맥 위에는 연한 갈색을 띠는 연모(軟毛)가 있다. 꽃은 녹색으로 5 ~ 6월에 피며, 취산(聚散) 화서(花序)로서 잎과 가지 사이에 달리며 화서에 담갈색 털이 있다.
열매는 포도와 같은 장과로서 구형 또는 짧은 원주형이며 9 ~ 10월에 녹색으로 익는다. 열매는 맛이 좋아 식용 또는 약용으로 사용된다. 다래의 열매는 갈증을 없애고 열을 해소시키고 소변을 누는데 도움을 주며, 가지와 잎은 구충제로 유용하다. 다래 줄기는 매우 가볍기 때문에 지팡이의 원료로도 사용되었다. 그 외 다래는 다른 나무를 감으면서 생기는 U자나 O자 부분을 잘라 손잡이를 만들거나 눈에 빠지지 않도록 신는 설피의 재료가 되기도 한다.
빽빽이 나지만 늙은 가지에는 없다. 잎은 어긋나고 원형·난원형 또는 도란형이며 끝이 팼고 가장자리에 가시같은 톱니가 있다.
꽃은 6-7월에 피고 옅은 노란색이다. 열매는 8-10월에 성숙하며 달걀 모양으로 생겼으며 키위와 달리 털이 없고, 진한 초록색이다. 과육의 중심부는 묽은 초록색이며 주변은 진한 녹색이며 작고 검은 씨들이 박혀 있다. 또, 매끈한 초록색 껍질을 갖고 있다. 꽃은 이가화이므로 심을 때는 암나무 몇 그루에 수나무 1그루씩 섞어 심는 것이 좋다. 비타민 C가 풍부하여 열매 1개로 성인 1명이 필요로 하는 하루의 양이 충분하다고 한다. 열매는 주로 생식이나 주스를 만들어 먹는다.
후숙된 다래의 맛은 키위보다 달지만, 수확 후 충분한 숙성기간(상온에서 3~7일)을 거치지 않으면 양다래(일명 키위)와 같이 신맛이 강하다. 때문에 다래는 후숙 과일로 분류된다. 추석을 지나 서리를 맞혀서 열매에 쪼글쪼글한 잔주름이 생겼을 때 먹게되면 다래열매 최고의 맛을 느낄 수 있다.